# TerraSAR-X
TerraSAR-X — немецкий спутник дистанционного зондирования Земли, предназначен для радарной съёмки поверхности Земли в гражданских интересах. Спутник запущен 15 июня 2007 с космодрома Байконур с помощью ракеты-носителя «Днепр».
Спутник TerraSAR-X изготовлен компанией EADS Astrium на основе платформы AstroSat-1000. На спутнике установлен радар с синтезированной апертурой (РСА) который позволяет вести съёмку поверхности Земли в следующих режимах: прожекторный с разрешением 1—2 метра, размером кадра (5—10)×10 км и шириной полосы обзора от 463 до 622 км; маршрутный с разрешением 3 метра, размером кадра 30×10 км и шириной полосы обзора от 287 до 622 км и обзорный с разрешением 16 метров, размером кадра 100×150 км и шириной полосы обзора от 287 до 577 км.